# تلاش‌های سیا برای ترور فیدل کاسترو
سازمان اطلاعات مرکزی ایالات متحده (سیا) تلاش‌های نافرجام متعددی برای ترور فیدل کاسترو، رهبر سابق کوبا انجام داد. تلاش‌هایی نیز توسط تبعیدیان کوبایی، گاهی با همکاری سیا صورت می‌گرفت. کمیته کلیسا در سال ۱۹۷۵ مدعی شد که هشت سوءقصد توسط سیا بین سالهای ۱۹۶۰ و ۱۹۶۵ ثابت شده‌است. در سال ۲۰۰۶، فابیان اسکالانته، رئیس سابق ضد جاسوسی کوبا، اظهار داشت که ۶۳۴ طرح یا تلاش برای ترور انجام شده‌است. آخرین توطئه شناخته شده برای ترور کاسترو توسط تبعیدیان کوبایی در سال ۲۰۰۰ بود.
به گفته ریچارد هلمز، رئیس سیا، مقامات دولت کندی فشار زیادی بر سیا وارد کردند تا «از شر کاسترو خلاص شود». یکی از این تلاش‌ها شامل یک ماده شیمیایی با اثرات مشابه با داروی ال‌اس‌دی بود که در هوای اتاقی که کاسترو از ایستگاه رادیویی خود پخش می‌کرد، با هدف از دست دادن آرامش و صحبت نامنظم در حین پخش پخش شد. در حالی که این مثال ممکن است به اندازه یک ترور خطرناک نباشد، اگر موفقیت‌آمیز بود، این تلاش می‌توانست به حرفه کاسترو آسیب برساند. یکی دیگر از تلاش‌های اولیه بر این دانش متکی بود که او عاشق غواصی بود. سیا تصمیم گرفت لباس غواصی آلوده‌ای بسازد که کاسترو را به آرامی و در مدت زمان طولانی با پوشاندن لباس به بیماری سل بکشد. لباس غواصی آلوده موفق نشد. نقشه لو رفت و کاسترو از این تلاش مطلع شد.
یکی از طرح‌های ترور فیدل کاسترو توسط سیا بمب‌گذاری داخل سیگار برگ او بود.